# Mistrzostwa Świata w Piłce Nożnej 2010 (eliminacje strefy AFC)/Grupa B
W Grupie B eliminacji do MŚ 2010 biorą udział następujące zespoły:
- Korea Południowa
- Iran
- Arabia Saudyjska
- Korea Północna
- Zjednoczone Emiraty Arabskie

Dwie pierwsze drużyn uzyskują awans bezpośrednio do MŚ 2010. Trzecia drużyna rywalizuje w meczu barażowym o miano piątej drużyny Azji a następnie w barażu interkontynentalnym z drużyną z Oceanii o awans do MŚ.

## Tabela
| Miejsce | Drużyna                      | Mecze | Punkty | Zwyc. | Rem. | Por. | Bramki |
| ------- | ---------------------------- | ----- | ------ | ----- | ---- | ---- | ------ |
| 1       | Korea Południowa             | 8     | 16     | 4     | 4    | 0    | 12-4   |
| 2       | Korea Północna               | 8     | 12     | 3     | 3    | 2    | 7-5    |
| 3       | Arabia Saudyjska             | 8     | 12     | 3     | 3    | 2    | 8-8    |
| 4       | Iran                         | 8     | 11     | 2     | 5    | 1    | 8-7    |
| 5       | Zjednoczone Emiraty Arabskie | 8     | 1      | 0     | 1    | 7    | 6-17   |

## Wyniki
| 6 września 2008 | Arabia Saudyjska · Al-Harthi 29' | 1-1(1-0) | Iran · Nekounam 82' |  |
|                 |                                  |          |                     |  |

| 6 września 2008 | Zjednoczone Emiraty Arabskie · Saeed 85' | 1-2(0-0) | Korea Północna · Choe 72' · An 80' |  |
|                 |                                          |          |                                    |  |

| 10 września 2008 | Zjednoczone Emiraty Arabskie · Khater 23' | 1-2(1-0) | Arabia Saudyjska · Otaif 68' · Al-Fraidi 73' |  |
|                  |                                           |          |                                              |  |

| 10 września 2008 | Korea Północna · Hong 64' (k) | 1-1(0-0) | Korea Południowa · Ki 69' |  |
|                  |                               |          |                           |  |

| 15 października 2008 | Iran · Mahdawikia 10' · Nekounam 64' | 2-1(1-0) | Korea Północna · Jong 71' |  |
|                      |                                      |          |                           |  |

| 15 października 2008 | Korea Południowa · Lee 19' 80' · Park 25' · Kwak 88' | 4-1(2-0) | Zjednoczone Emiraty Arabskie · Al Hammadi 71' |  |
|                      |                                                      |          |                                               |  |

| 19 listopada 2008 | Arabia Saudyjska | 0-2(0-0) | Korea Południowa · Lee 77' · Park 90+1' |  |
|                   |                  |          |                                         |  |

| 19 listopada 2008 | Zjednoczone Emiraty Arabskie · Jumaa 20' | 1-1(1-0) | Iran · Bagheri 81' |  |
|                   |                                          |          |                    |  |

| 11 lutego 2009 | Korea Północna · Mun 30' | 1-0(1-0) | Arabia Saudyjska |  |
|                |                          |          |                  |  |

| 11 lutego 2009 | Iran · Nekounam 59' | 1-1(0-0) | Korea Południowa · Park 81' |  |
|                |                     |          |                             |  |

| 28 marca 2009 | Korea Północna · Pak 51' · Mun 90+3' | 2-0(0-0) | Zjednoczone Emiraty Arabskie |  |
|               |                                      |          |                              |  |

| 28 marca 2009 | Iran · Shojaei 57' | 1-2(0-0) | Arabia Saudyjska · Hazazi 79' · Al-Muwallad 87' |  |
|               |                    |          |                                                 |  |

| 1 kwietnia 2009 | Arabia Saudyjska · Otaif 4' (k.) · Juma 71' (sam.) · Hazazi 83' | 3-2(1-2) | Zjednoczone Emiraty Arabskie · Mohamed Al Shehhi 38' · Matar 45' |  |
|                 |                                                                 |          |                                                                  |  |

| 1 kwietnia 2009 | Korea Południowa · Kim 87' | 1-0(0-0) | Korea Północna |  |
|                 |                            |          |                |  |

| 6 czerwca 2009 | Korea Północna | 0-0(0-0) | Iran |  |
|                |                |          |      |  |

| 6 czerwca 2009 | Zjednoczone Emiraty Arabskie | 0-2(0-2) | Korea Południowa · Park 5' · Ki 37' |  |
|                |                              |          |                                     |  |

| 10 czerwca 2009 | Korea Południowa | 0-0(0-0) | Arabia Saudyjska |  |
|                 |                  |          |                  |  |

| 10 czerwca 2009 | Iran · Karimi 53' | 1-0(0-0) | Zjednoczone Emiraty Arabskie |  |
|                 |                   |          |                              |  |

| 17 czerwca 2009 | Korea Południowa · Park Ji-sung 81' | 1-1(0-0) | Iran · Shojaei 51' |  |
|                 |                                     |          |                    |  |

| 17 czerwca 2009 | Arabia Saudyjska | 0-0(0-0) | Korea Północna |  |
|                 |                  |          |                |  |

## Strzelcy

### 3 gole
- Javad Nekounam
- Lee Keun-ho
- Park Ji-sung

### 2 gole
- Naif Hazazi
- Abdoh Otaif
- Ki Sung-yong
- Park Chu-young
- Mun In-guk

### 1 gol
- Ahmed Al-Fraidi
- Saad Al-Harthi
- Osama Al-Muwallad
- Karim Bagheri
- Ali Karimi
- Mehdi Mahdawikia
- Kim Chi-woo
- Kwak Tae-hwi
- An Chol-hyok
- Choe Kum-chol
- Hong Yong-jo
- Jong Tae-se
- Pak Nam-chol
- Ismail Al Hammadi
- Mohamed Al Shehhi
- Abdulrahim Jumaa
- Subait Khater
- Ismail Matar
- Bashir Saeed